# Stăpânii timpului (film)
Les Maîtres du temps (cu sensul de Stăpânii timpului, în maghiară Az idő urai) este un film SF de animație franco-ungar din 1982, regizat de René Laloux și desenat de către Mœbius. Filmul se bazează pe romanul științifico-fantastic L'Orphelin de Perdide (1958) al lui Stefan Wul. Filmul prezintă viața unui băiat, Piel, care a rămas abandonat pe Perdide, o planetă pustie, fiind singurul supraviețuitor al atacului unor ființe uriașe cu corn.